# J·J·托塔
喬西·托塔（Josie Totah，原名Joseph Jacob Totah，2001年8月5日—）是美國的一位演員、喜劇演員和歌手。她出生在加州薩克拉門托，出演過福斯廣播公司電視劇歡樂合唱團和迪士尼頻道的小潔的保姆日記。